# Sant Esteve d'Alinyà
Sant Esteve d'Alinyà és una església del municipi de Fígols i Alinyà (Alt Urgell) declarada bé cultural d'interès nacional.

## Descripció
L'església actual està constituïda per una nau i un absis semicircular, l'aparell del qual, gran i irregular, difereix del dels murs de la nau, que alternen filades de pedres planes amb altres de dimensions més grans, disposició del mur característica de paraments de tradició preromànica. El frontis té adossat un cos d'una casa veïna i, tot i que està molt reformat i restaurat, repeteix el mateix parament que l'absis. S'hi obren una porta d'arc de mig punt amb quatre arquivoltes en degradació i una finestra similar a mitjana alçada. Tots els exteriors revelen, amb la sobreposició de panys de mur de parament irregular, el sobreaixecament de l'edifici, que cal relacionar amb la substitució, en època gòtica, de la volta, ara apuntada. A l'interior, aquesta modificació es posa de manifest en la discordança entre la volta ogival i l'arc de mig punt amb què s'obre l'absis
Altres reformes evidents de l'edifici romànic són la coberta de l'absis, també sobrealçada, i l'espadanya de la façana. Diverses obertures il·luminen l'edifici, l'estructura originària del qual respons als trets característics de l'arquitectura romànica del segle xii. L'absis ha estat restaurat (1985), tot suprimint-ne la sagristia adossada. Campanar de cadireta de dos ulls.

## Història
Esmentada a l'acta de consagració de la Seu d'Urgell del 839.
En l'heterogènia construcció que avui configura l'església parroquial de Sant Esteve d'Alinyà, res no sembla conservar-se de l'edificació consagrada el 2 de desembre de 1059 pel bisbe d'Urgell Guillem Guifré.